# Donna Mills
Donna Mills (Chicago, 11 december 1940) is een Amerikaans actrice. Ze is waarschijnlijk vooral bekend van haar rol als Abby Fairgate Cunningham Ewing Sumner in de serie Knots Landing. 

## Film
- The Incident (1967)
- Play Misty for Me (1971)
- Night of Terror (1972)
- Live Again, Die Again (1974)
- Murph the Surf (1975)
- Beyond the Bermuda Triangle (1975)
- Smash-Up on Interstate 5 (1976)
- The Hunted Lady (1977)
- Doctors' Private Lives (1978)
- Hanging by a Thread (1979)
- Dangerous Intentions (1995)
- The Stepford Husbands (1996)
- Moonlight Becomes You (1998)
- Cursed Part 3 (2000)
- A Very Cool Christmas (2004)
- Ladies of the House (2008)
- 12 Gifts of Christmas (2015)
- Turnover (2019)
- Nope (2022)

## Televisie
- The Good Life (1971-1972)
- The Six Million Dollar Man (1974)
- The Love Boat (1977-1978)
- Knots Landing (1980-1993)
- Melrose Place (1996-1997)
- Nip/Tuck (2008-2010)
- GCB (2012)

- Biblioteca Nacional de España: XX1517361
- Bibliothèque nationale de France: cb14045247z (data)
- Gemeinsame Normdatei: 141619643
- International Standard Name Identifier: 0000 0001 1944 673X
- Library of Congress Control Number: n87921594
- Nationale Bibliotheek van Tsjechië: pna2005274586
- Nationale Bibliotheek van Israël: 987007322205805171
- Nederlandse Thesaurus van Auteursnamen: 074660918
- SNAC: w6s20jh0
- Système universitaire de documentation: 070690081
- Virtual International Authority File: 56811925
- WorldCat: E39PBJcgB8hQwdy7Fx4hgpj6Kd